# Афроамериканцы в Оклахоме
Афроамериканцы в Оклахоме — американцы афроамериканского происхождения, проживающие в штате Оклахома. На 2020 год в Оклахоме проживало порядка 290 тысяч лиц афроамериканского происхождения (0,6 % от общего числа афроамериканцев в США и 7,8 % населения штата).

## История

### XIX век
Афроамериканские рабы прибыли вместе со своими индейскими рабовладельцами во время Дороги слёз в Оклахому в начале 1830-х годов. Позднее группы афроамериканцев мигрировали на территорию Оклахома в надежде добиться политических свобод.
Уроженец Нью-Йорка Эдвард Маккейб, основавший город Лэнгстон, возглавил движение за создание штата с афроамериканским большинством в Оклахоме и настаивал на заселении как «территорий-побратимов» Оклахомы и Индейской территории. Маккейб описал этот регион как «мекку» для афроамериканцев, стремящихся к свободе от угнетения.
Земельные гонки 1889 года привели к значительному увеличению числа афроамериканских поселенцев на Индейской территории. До этой миграции там проживало около 8000 вольноотпущенников. Увеличению численности афроамериканского населения Оклахомы предшествовала аналогичная миграция афроамериканцев в Канзас. Считается, что в Оклахоме было самое большое количество афроамериканских гомстедеров. С 1865 по 1920 год афроамериканцы основали на Индейской территории более 50 городов и поселений. Тринадцать из них существуют до сих пор.
В конце XIX века на «территориях-побратимах» временами возникало напряжение между афроамериканскими индейцами и афроамериканскими поселенцами. По имеющимся сведениям, вольноотпущенные крики называли афроамериканских поселенцев «неграми штата», что приводило к напряженности в таких городах, как Боли, афроамериканском городе, основанном поселенцами. Также наоборот, были случаи, когда местные афроамериканские газеты, основанные поселенцами, критиковали индейских вольноотпущенников за продажу их земельных наделов белым поселенцам.
Двое афроамериканцев, Грин И. Каррин и Дэвид Дж. Уоллес, были избраны в легислатуру территории. Ещё в 1900 году афроамериканские и белые учащиеся в Оклахоме обычно посещали одни и те же школы.

### 1897—1950-е
Начиная с 1897 года легислатура территории и, позднее, легислатура штата, приняли законы Джима Кроу, ограничивавшие права афроамериканцев. В общей сложности с 1897 по 1957 год было принято 18 законов Джима Кроу, включая законы о сегрегации школ. Смешанные браки были квалифицированы как уголовное преступление, караемое пятью годами тюремного заключения, а закон 1921 года запрещал браки между афроамериканцами и коренными американцами.
Газета Edmond Sun в 1905 году отметила, что законы Джима Кроу в Оклахоме были необычайно строгими даже по меркам того времени, заявив, что «вероятно, ни один другой штат или территория не возводили более сильного барьера против смешанных школ». В ответ на усиление угнетения с 1905 по 1911 год около тысячи афроамериканских жителей Оклахомы решили мигрировать в канадские провинции Саскачеван и Альберта.
25 мая 1911 года в округе Окфаски произошло линчевание Лоры и Эл Ди Нельсонов, матери-афроамериканки и её сына. Нельсоны были в числе 75 задокументированных жертв линчевания в Оклахоме, имевших место в период с 1877 по 1950 год. В 1921 году жители района Гринвуд в Талсе (прозванного «Чёрной Уолл-стрит»), где располагалось большое количество афроамериканских бизнесов, стали жертвами расовой резни. Этот инцидент, считающийся одним из самых страшных случаев расового насилия в истории Америки, по оценкам, привёл к гибели от 100 до 300 человек. После резни более шести тысяч афроамериканцев были задержаны агентами Национальной гвардии и удерживались в лагерях для интернированных.

### С 1958 год по настоящее время
Во время движения за гражданские права активисты, в том числе Клара Люпер, проводили акции протеста против сегрегации: в 1958 году Люпер возглавила сидячее движение в Оклахома-Сити. Десегрегация началась в 1960-х годах, когда в июне 1964 года, за месяц до принятия Закона о гражданских правах, правительство Оклахома-Сити запретило компаниям дискриминировать сотрудников по расовому признаку. В 1980-х годах район Дип-Дьюс в Оклахома-Сити, населённый преимущественно афроамериканцами, был снесен бульдозерами, чтобы освободить место для строительства автомагистрали I-235.
После отмены сегрегации в школьном округе Оклахома-Сити до 1991 года действовал судебный приказ о басинге. В 1990 году республиканец Джей Си Уоттс был избран в комиссию Оклахомы по корпорациям, став первым афроамериканцем, получившим должность в правительстве штате. В 2013 году республиканец Ти Ви Шеннон стал первым афроамериканцем, занявшим пост спикера Палаты представителей Оклахомы.
Начиная с 2002 года, расовая резня в Талсе была разрешена для преподавания в публичных школах штата. Это ознаменовало изменение подхода властей, которые в последние десятилетия запрещал её. Однако расследование показало, что многие подростки Оклахомы закончили школу, так и не узнав о резне, даже после того, как в 2012 году государственные стандарты потребовали более конкретной формулировки, описывающей это событие. В 2021 году была организована комиссия по отмечанию столетия трагедии.
В XXI веке продолжает сохраняться социальное неравенство: по оценкам, в 2019 году у афроамериканских детей вероятность того, что они будут жить в условиях крайней нищеты, почти в шесть раз выше, чем у белых сверстников.